# Болгарія на зимових Олімпійських іграх 1992
Болгарія брала участь у зимових Олімпійських іграх 1992 складом з 30 спортсменів у 7 видах спорту.

## Учасники
| Спорт               | Чоловіки | Жінки | Всього |
| ------------------- | -------- | ----- | ------ |
| Біатлон             | 5        | 5     | 10     |
| Бобслей             | 5        | 0     | 5      |
| Гірськолижний спорт | 3        | 0     | 3      |
| Лижні перегони      | 5        | 1     | 6      |
| Санний спорт        | 2        | 1     | 3      |
| Стрибки з трампліна | 3        | 0     | 3      |
| Фігурне катання     | 0        | 1     | 1      |
| Всього              | 22       | 8     | 30     |

## Біатлон
Спортсменів — 10
Чоловіки
| Спортсмени                                                 | Змагання            | Час       | Промахи     | Відставання | Місце |
| ---------------------------------------------------------- | ------------------- | --------- | ----------- | ----------- | ----- |
| Красімір Віденов                                           | спринт              | 28:04.0   | 1 (0+1)     | +2:01.7     | 35    |
| Красімір Віденов                                           | індивідуальна гонка | 59:32.5   | 1 (0+0+0+1) | +1:58.1     | 14    |
| Христо Воденічаров                                         | індивідуальна гонка | 1:05:32.7 | 4 (1+1+0+2) | +7:58.3     | 68    |
| Спас Гулев                                                 | спринт              | 30:16.6   | 2 (0+2)     | +4:14.3     | 74    |
| Спас Златев                                                | спринт              | 28:45.9   | 1 (0+1)     | +2:43.6     | 54    |
| Спас Златев                                                | індивідуальна гонка | 1:01:26.2 | 1 (0+0+0+1) | +3:51.8     | 31    |
| Бойчо Попов                                                | спринт              | 29:44.6   | 1 (0+1)     | +3:42.3     | 65    |
| Бойчо Попов                                                | індивідуальна гонка | 1:07:03.7 | 3 (1+0+0+2) | +9:29.3     | 73    |
| Красімір Віденов Христо Воденічаров Спас Гулев Спас Златев | естафета            | 1:31:49.6 | 0 (0+0)     | +7:06.1     | 14    |

Жінки
| Спортсмени                                     | Змагання            | Час       | Промахи     | Відставання | Місце |
| ---------------------------------------------- | ------------------- | --------- | ----------- | ----------- | ----- |
| Надія Алексієва                                | спринт              | 24:55.8   | 0 (0+0)     | +26.6       | 4     |
| Надія Алексієва                                | індивідуальна гонка | 56:17.9   | 1 (0+0+0+1) | +43.0       | 5     |
| Сільвана Благоєва                              | спринт              | 25:33.5   | 2 (1+1)     | +1:04.3     | 8     |
| Сільвана Благоєва                              | індивідуальна гонка | 56:42.3   | 5 (0+2+2+1) | +4:55.1     | 25    |
| Віра Вучева                                    | спринт              | 27:01.0   | 1 (0+1)     | +2:31.8     | 23    |
| Марія Манолова                                 | індивідуальна гонка | 55:10.6   | 1 (0+1+0+0) | +3:23.4     | 16    |
| Іва Шкодрева                                   | спринт              | 27:42.6   | 5 (2+3)     | +3:13.4     | 33    |
| Іва Шкодрева                                   | індивідуальна гонка | 55:22.4   | 4 (1+0+1+2) | +3:35.2     | 17    |
| Сільвана Благоєва Надія Алексієва Іва Шкодрева | естафета            | 1:18:54.8 | 0 (0+0)     | +2:59.2     | 4     |